# Псевдонимы Ленина

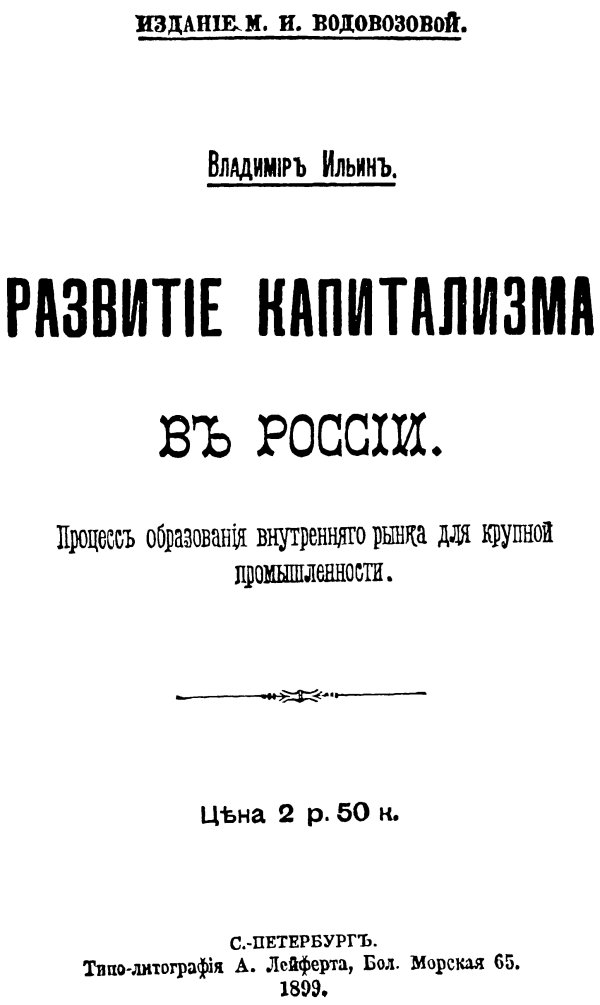
Книга Ленина «Развитие капитализма в России», написанная под псевдонимом «Владимир Ильин»

Российский и советский политик, основатель СССР Владимир Ленин (настоящая фамилия Ульянов) по причине конспирации имел более 150 псевдонимов. «Ленин» — это самый известный псевдоним, как до, так и после прихода к власти, когда официальные партийные и государственные документы он подписывал «В. И. Ульянов (Ленин)».
В конце 1890-х годов Владимир Ульянов приобрёл известность в марксистских кругах под псевдонимом «К. Тулин», а его первые литературные работы, в том числе первая книга «Развитие капитализма в России», написанные в ссылке 1897—1900 гг. в сибирском селе Шушенское, выходили под псевдонимом «Владимир Ильин».
В декабре 1901 года Владимир Ульянов в журнале «Заря» опубликовал первые четыре главы статьи «Аграрный вопрос и „критики Маркса“», впервые применив в качестве подписи псевдоним «Н. Ленин». За рубежом инициал «Н» обычно расшифровывается как «Николай», хотя в действительности ни в одной из прижизненных публикаций Ленина данный инициал не расшифровывался. Точная причина появления псевдонима «Ленин» неизвестна, поэтому имелось много версий о происхождении этого псевдонима.
Например, топонимическая — по сибирской реке Лена (семейная версия Ульяновых). Или «историческая» — по названию Ленинского аббатства (нем. Kloster Lehnin) монахов-цистерцианцев близ Потсдама (Бранденбург), где в XIII или XVII веке дано было т. н. «Ленинское пророчество» (лат. Vaticinium Lehninense) о грядущем приходе ко власти династии Гогенцоллернов, о котором В. И. Ульянов мог узнать из статьи в «Энциклопедическом словаре Брокгауза и Ефрона».
По мнению историка Владлена Логинова, наиболее правдоподобной представляется версия, связанная с использованием паспорта реально существовавшего Николая Ленина.
Род Лениных прослеживается от казака Посника, которому в XVII веке за заслуги, связанные с завоеванием Сибири и созданием зимовий по реке Лене, пожаловали дворянство и фамилию Ленин. Многочисленные потомки его не раз отличались и на военной, и на чиновной службе. Один из них, Николай Егорович Ленин, дослужившись в 1871 году в Акцизном управлении Люблинской, Радомской и Келецкой губерний до чина титулярного советника, вышел в отставку. Затем вновь поступил на государственную службу и в 1893 году был мировым судьёй в Могилёвской губернии в чине коллежского асессора. В 1894 году вышел в отставку и поселился в Ярославской губернии, где и умер в 1902 году. Его дети, сочувствовавшие зарождающемуся в России социал-демократическому движению, были хорошо знакомы с Владимиром Ильичом Ульяновым и после смерти отца передали Владимиру Ульянову его паспорт, правда с переправленной датой рождения. Есть версия, что паспорт Владимиру Ильичу достался ещё весной 1900 года, когда сам Николай Егорович Ленин ещё был жив. В 1900 году В. И. Ульянов опасался, что его не выпустят за границу, Надежда Константиновна Крупская рассказала об этом Ольге Николаевне Лениной, с которой работала. О. Н. Ленина попросила своего брата (директора департамента земледелия С. Н. Ленина) помочь с документами, и В. И. Ульянов воспользовался документами тяжело больного отца Ольги и Сергея — Николая Егоровича Ленина.
По семейной версии Ульяновых, псевдоним Владимира Ильича происходит от названия реки Лена. Так, Ольга Дмитриевна Ульянова, племянница В. И. Ленина и дочь его родного брата Д. И. Ульянова, выступающая как автор, изучающая жизнь семьи Ульяновых, пишет в защиту данной версии на основе рассказов своего отца:

… о происхождении псевдонима «Ленин». «Я имею основание предполагать, — писал мой отец, — что этот псевдоним происходит от названия реки Лена, так прекрасно описанной Короленко. Владимир Ильич не взял псевдоним Волгин, так как он достаточно был истрёпан, в частности, его использовал, как известно, Плеханов, а также другие авторы, например, небезызвестный богоискатель Глинка и пр.».

Согласно другому семейному преданию, фамилия «Ульянов» далеко не сразу закрепилась за дедом Ленина, Николаем Васильевичем — иногда его именовали «Ульянин». От этого искажённого варианта будто бы и появился в семье в качестве шутки псевдоним «Ленин».
Кроме псевдонимов у Ленина была и партийная кличка, которую использовали его товарищи и он сам: «Старик».
Под подписью «Н. Ленин» работы Ульянова издавались и в СССР, по крайней мере, до 1930 года. Например: «Что делать?»
Фрей, В. Фрей.

## Список
И. Н. Вольпер в своей книге «Псевдонимы В. И. Ленина» (1965) привёл следующий перечень псевдонимов Ленина (в алфавитном порядке):
- Б.,
- Б. Б.,
- Б. В. Куприанов,
- Б. Г.,
- Б. Ж.,
- Б. К.,
- Большевик,
- В.,
- В. И.,
- В. И — ин,
- В. Ил.,
- В. Ильин,
- Вл.,
- Вл. Ил.,
- Вл. Ильин,
- Вл. Ильин (Ленин),
- Влад. Ильин,
- В. Ленин,
- Вл. Ленин,
- В. Ф.,
- В. Фр.,
- В. Фрей,
- Вильям Фрей,
- Г. Пр.,
- Д.,
- -е-,
- И.,
- И. В.,
- Ив. Петров,
- Иван Ильин,
- Ильич,
- И-чин-ли,
- К. Иванов,
- К — в,
- К — пов,
- Кар — ов,
- Карпов,
- К. О.,
- К. П.,
- К. С — ий,
- К. Т.,
- К. Т — н,
- К. Τ — ин,
- К. Тулин,
- К. Ф.,
- Карич,
- Л.,
- Ленин,
- Ленин (В. Ульянов),
- M.,
- M. Б.,
- M. M.,
- M. H.,
- M. П.,
- M. Ш.,
- Мейер,
- Мирянин,
- H.,
- H. …,
- H. Б.,
- H. K.,
- H. К — въ,
- H — ков,
- H. К — ов,
- H Константинов,
- H — к,
- H — ков,
- H. Л.,
- H. Л — н,
- H. Л — ъ,
- H. Ленин,
- (H. Ленин),
- H. Ленинъ,
- H. Ленин (В. Ульянов),
- H. Ленин (В. И. Ульянов),
- Н. Ленин (Вл. Ульянов),
- Н. Н.,
- Наблюдатель,
- Не-депутат,
- He-либеральный скептик,
- П.,
- П. Осипов,
- П. П.,
- П. Пирючев,
- Петербуржец,
- Петров,
- Посторонний,
- Постоянный читатель «Правды»,
- Почти примиренец,
- Правдист,
- Р. С.,
- Р. Силин,
- Русский коммунист,
- С.,
- С…,
- Сотрудник «Пути Правды»,
- Ст.,
- Старик,
- Старик и К°,
- Статистик,
- Т.,
- Т. П.,
- Т. X.,
- Τ — ин,
- Ул.,
- Ф.,
- Φ. Л — ко,
- Φ. П.,
- Ф. Ф.,
- Φρ.,
- Фрей,
- Читатель,
- Читатель «Правды» и «Луча»,
- ъ.,
- Якоб Рихтер, д-р прав,
- A. Linitsch, Un communiste Russe,
- I. Petroff,
- Iljin,
- Jacob Richter,
- Jacob Richter. LLD.,
- Lenin,
- Lenin (W. Oulianoff),
- Lenin (Wl. Uljanow),
- Lénine,
- N.,
- N. L.,
- NN,
- N. Lénin,
- N. Lénin (Vl. Oulianoff),
- N. Lenin (Wl. Ulianow),
- N. Lenins,
- N. Linitsch. Petroff,
- Russischer Kommunist,
- V. L.,
- V. I. Lénine,
- W.,
- W. I.,
- W. L.,
- W. Lénine,
- Wl. U.

Вольпер дополнил книгу списком псевдонимов, кличек и конспиративных фамилий, не вошедших в алфавитный указатель псевдонимов В. И. Ленина, в который вошли:
- Базиль,
- В. И. Ивановский,
- Джон Φрей,
- Дядя,
- Иван Иванович,
- Иордан Йорданов,
- Константин Петрович,
- Иванов,
- Николай Петрович,
- Н. Ленивцын,
- Синьор Дринь-дринь,
- Тяпкин-Ляпкин,
- Фёдор Петрович,
- Φ. Ф. Ивановский,
- Чхеидзе.